# RPG-18
RPG-18（俄語：РПГ-18 “Муха”；Муха；英文：Mukha，意為：苍蝇；俄罗斯国防部火箭炮兵装备总局代號：／）是一款由前苏联（現俄罗斯）所研製及生產的64毫米一次射擊型火箭推進榴彈發射器，主要是在短距離反坦克戰時使用，發射PG-18V HEAT火箭彈。
RPG-18是用於取代以前蘇聯軍隊使用的RKG-3反坦克手榴彈。

## 歷史
蘇聯在1967年從越南戰場取得了一些M72的實物，並運回國內分析，並由玄武岩設計局進行仿製。仿製原型在1971年進行測試，至1972年4月正式獲得蘇聯陸軍使用。RPG-18作為蘇聯步兵的反裝甲編制武器之一，並在阿富汗的軍事行動之中被蘇聯士兵使用。RPG-18從1972年量產，至1993年停產，在蘇聯時代總共生產約150萬發，按照1993年的售價，每發RPG-18造價為721美元。1990年代以後，RPG-18被更先進的升級版本RPG-22所取代。

## 設計細節

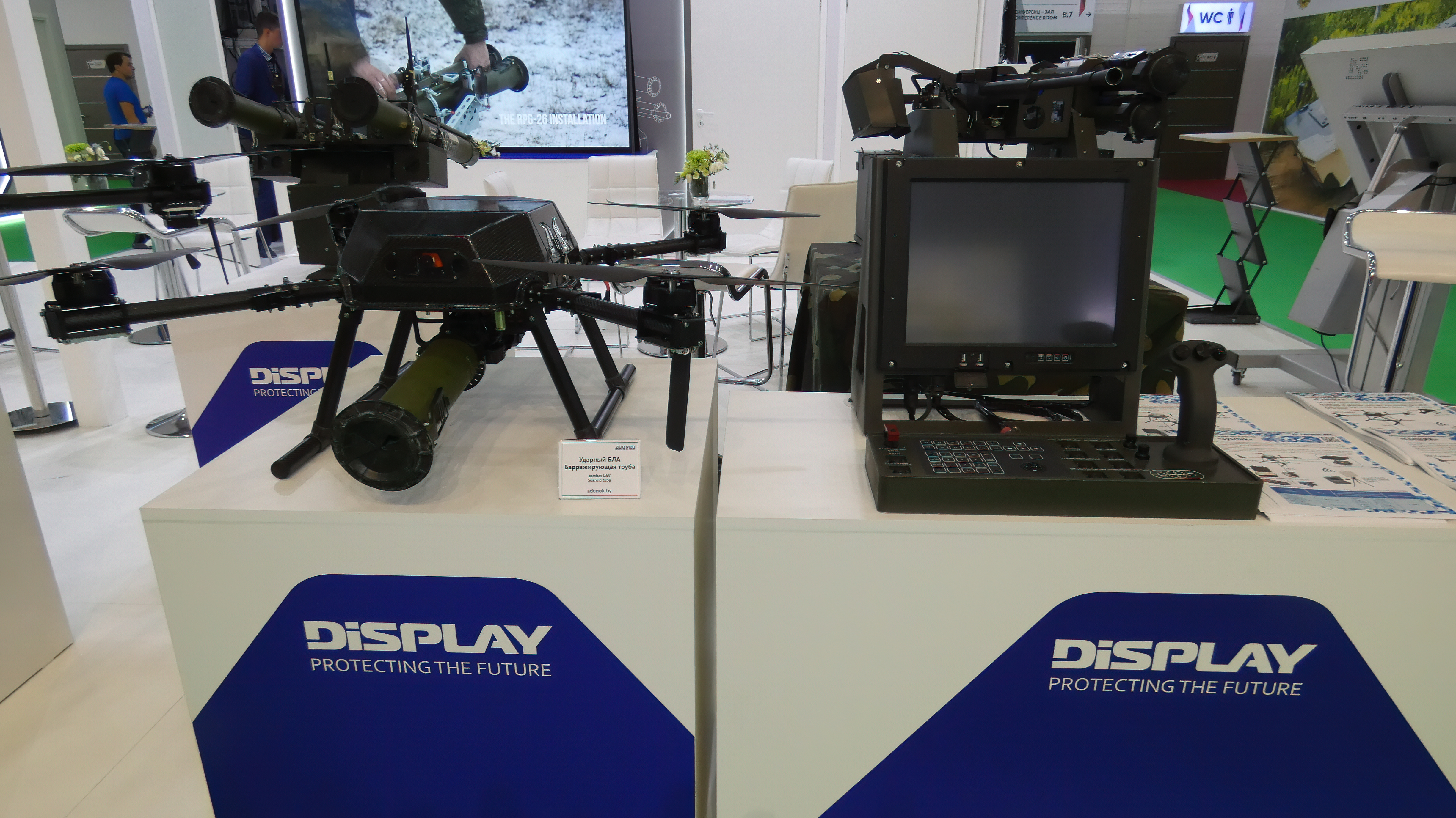
综合体弹幕管

對於一支可以正常操行的RPG-18而言，它也可以充當為很少或根本沒有受過訓練的人的簡單發射說明書（文本和圖像應用）。外管是由T-13型玻璃纖維所組成，並且塗上VC-5122（俄語：ЭП-5122）型漆料，發射管內覆有鋁合金內襯，材料為65HZD1T（俄語：65ХЗД1Т）或65HZAMg6M（俄語：65ХЗАМг6М），亦有經過黑铝陽極氧化膜處理。在攜行狀態時，發射器前後的蓋子可以防水，並以發射器外側的吊環搬運。發射器的存放溫度應保持在0度至60度之間。
RPG-18的設計可說是美军M72 LAW的仿製品，無論是在外觀和功能方面。這兩種武器在攜行狀態時，發射管部份可以縮進內部，使得武器更加緊湊。準備發射時，使用者首先要炮口前後的蓋子以及展開了RPG-18的發射管部份才可使用。發射管頂部設有機械瞄具，準備發射時可以豎起；準星為框窗式塑料製件（第一代版本的RPG-18的準星為金屬製件），在中心垂線上有多條水平距離分劃線和號碼，分別是“5”、“10”、“15”和“20”，對應的裝定距離為50公尺（54.68碼，164.04英尺）、100公尺（109.36碼，328.08英尺）、150公尺（164.04碼，492.13英尺）和200公尺（218.72碼，656.17英尺）。而扳機則位於覘孔式照門的前方。
RPG-18發射的是64 毫米口徑的PG-18V（俄語：ПГ-18）HEAT火箭彈，彈頭安裝了小型火箭，能夠攻擊200公尺（218.72碼，656.17英尺）之內任何目標。彈頭裝有自我毀滅系統，從發射器發射後6秒以及一定的距離就會自動爆炸，即使攻擊目標的距離已經是超過200公尺（218.72碼，656.17英尺）的有效射程。PG-18本身是使用了锥形装药，它可以一擊貫穿大約375毫米的傳統軋壓均質裝甲。然而，如果試圖使用RPG-18以對付裝上了足以對抗HEAT火箭彈的爆炸反應裝甲（英語：Explosive Reactive Armour，簡稱：ERA）或是複合裝甲（英語：Explosive Reactive Armour，簡稱：ERA）保護的目標，其性能就會大大減弱。另外，武器精度也因為推進劑燃燒温度而容易受到溫度所影響。
與其他已知的火箭推進榴彈系統不同的是，RPG-18只能夠發射1發，這是因為其設計為一次射擊型，而不是可再裝填型。原因可能是RPG-18只是用於協助RPG-2、RPG-7和RPG-16等武器系統。

## 使用國
- 阿布哈茲
- 阿富汗
- 亞美尼亞
- 白俄羅斯
- 柬埔寨
- 爱沙尼亚
- - 格魯吉亞武裝部隊[2]
- 希腊
- 伊朗
- 拉脫維亞
- 利比亞
- 立陶宛
- 摩尔多瓦
- 巴拿马
- 俄羅斯
- 南奥塞梯
- 叙利亚
  - 叙利亚阿拉伯軍隊
- 德涅斯特河沿岸
- 乌克兰

### 前使用國
- 顿涅茨克人民共和国
- 东德
- 苏联

### 非國家團體
- 自由叙利亚军

## 圖集

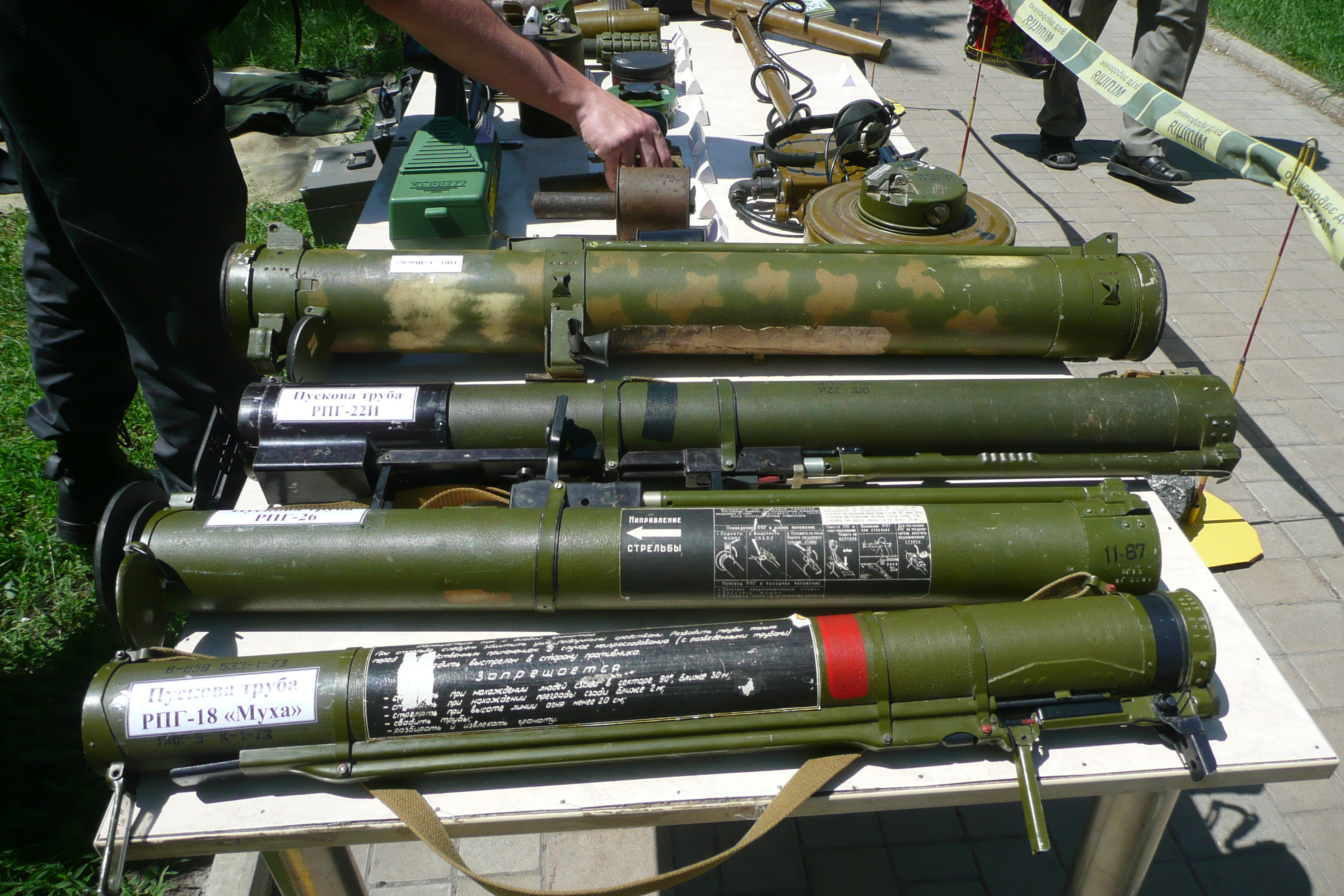
RPO-A大黃蜂火箭筒、RPG-22、RPG-26和RPG-18
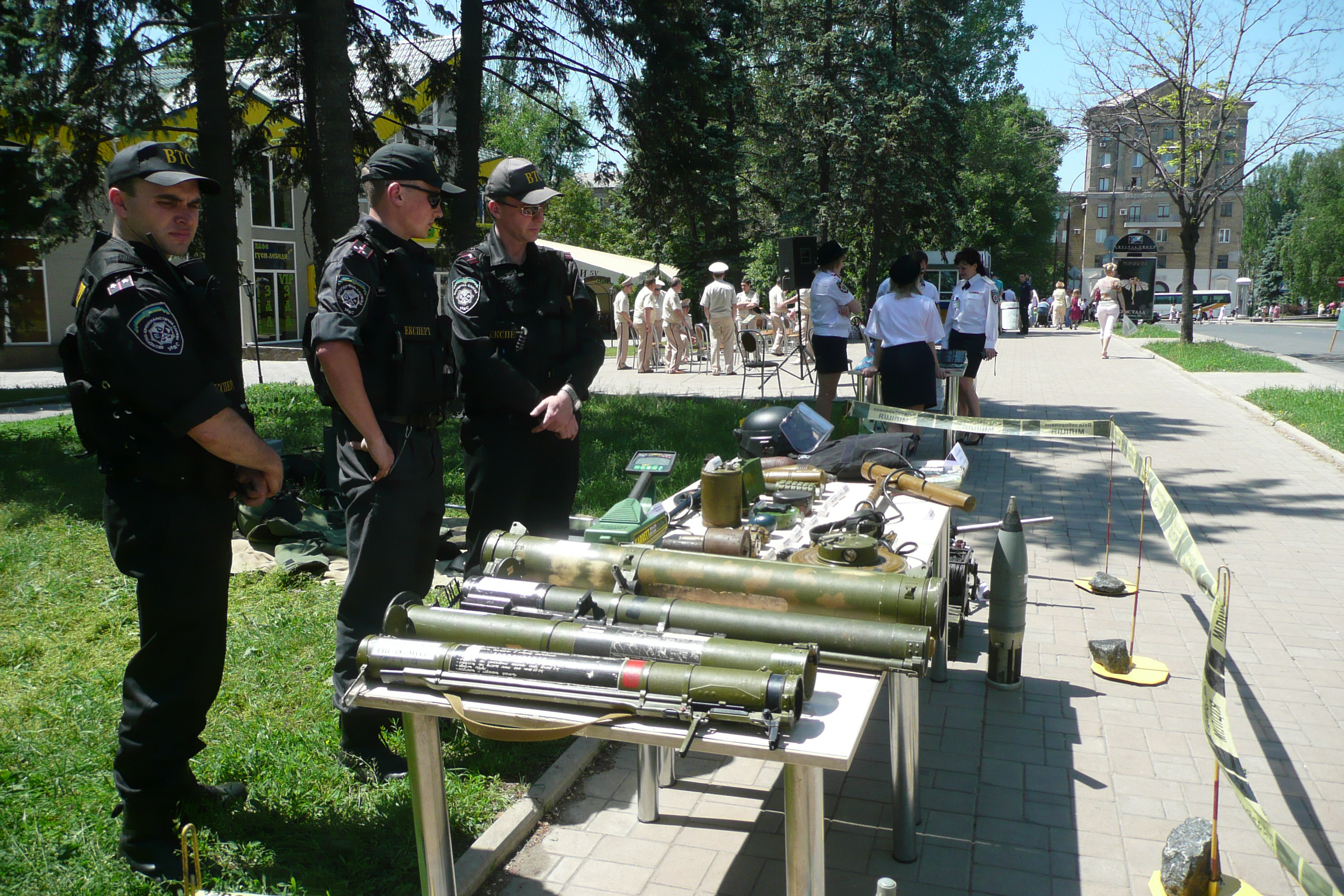
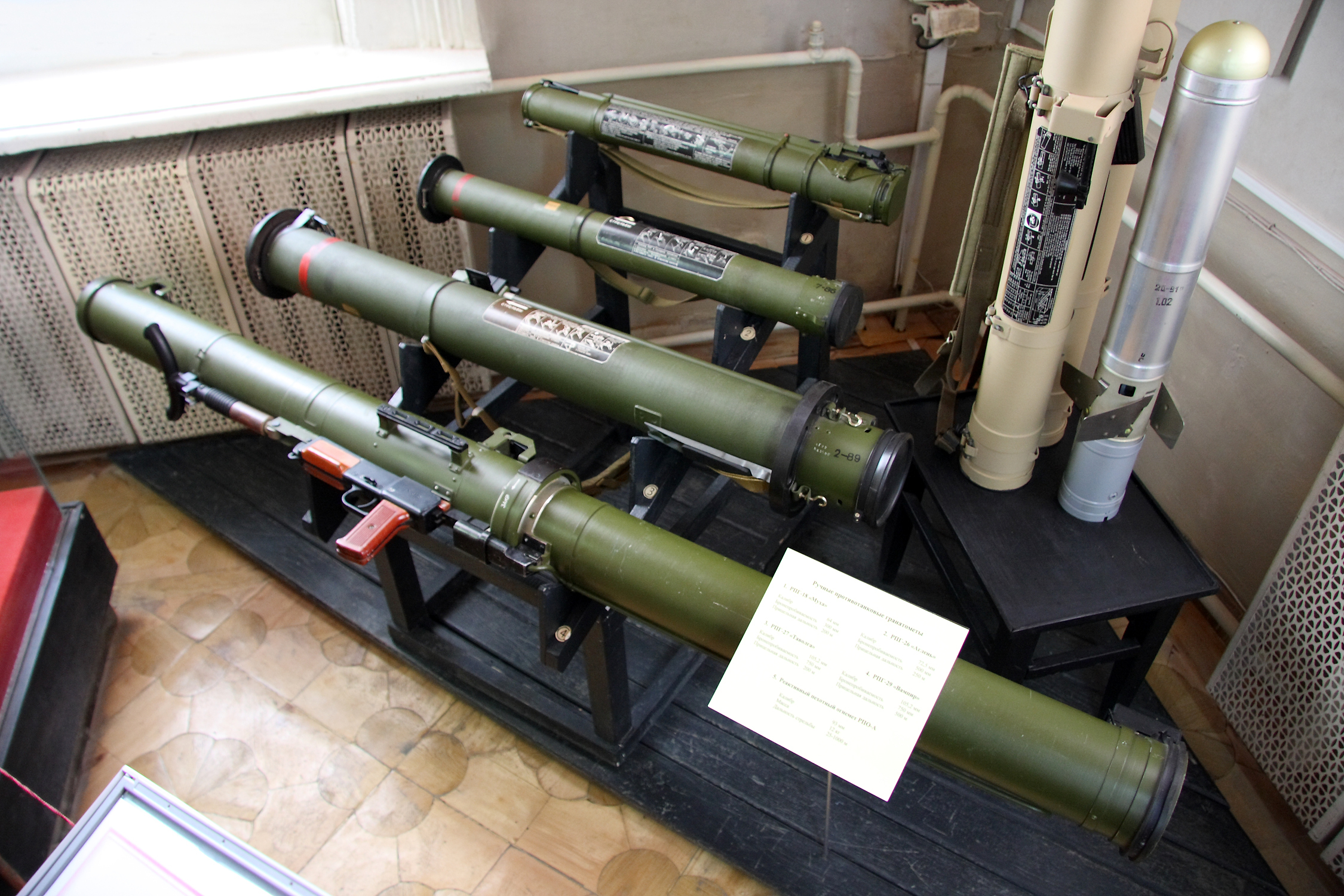
在圖拉國家武器博物館上展出的RPG-18、RPG-26、RPG-27、RPG-29和RPO-A大黃蜂火箭筒
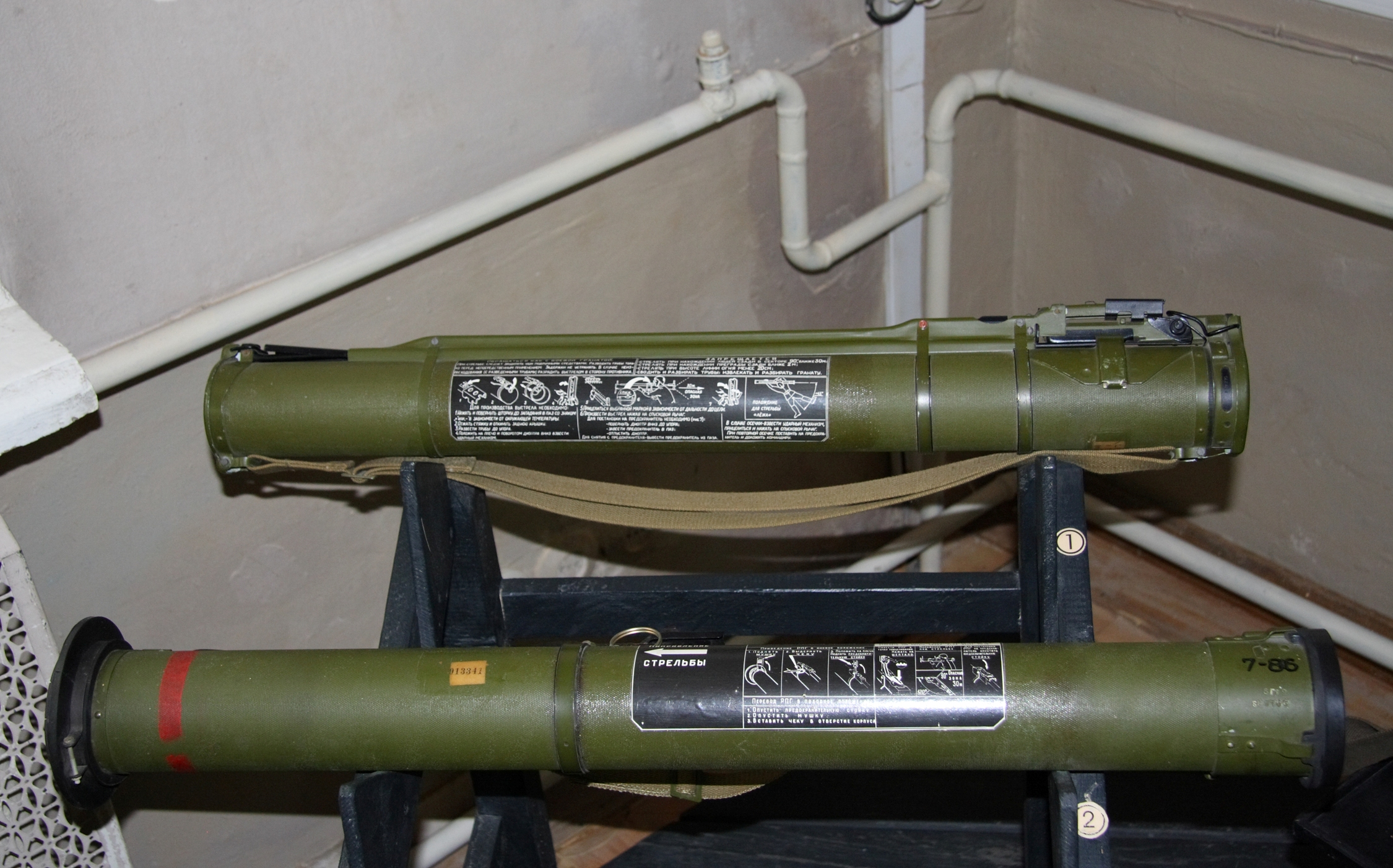
在圖拉國家武器博物館上展出的RPG-18和RPG-26

## 資料來源
1. ↑  РПГ，全寫：Ручной противотанковый гранатомёт，意為：反坦克榴彈發射器
2. ↑  . Georgian Army.   [2007-06-25]. （原始内容存档于2012-03-09）.

- Jones, Richard. Jane's Infantry Weapons 2005–06. Coulsdon: Jane's, 2005.  ISBN 0-7106-2694-0.

## 外部連結
- （英文）—Modern Firearms—Antitank disposable grenade launcher / rocket-propelled grenade RPG-18（页面存档备份，存于）
- （立陶宛文）—RPG-18
- （俄文）—RPG-18（页面存档备份，存于）
- （俄文）—MegaSword—Ручной противотанковый гранатомет РПГ-18 «Муха» （页面存档备份，存于）
- （俄文）—РПГ-18
- （俄文）—RPG-18（页面存档备份，存于）
- （简体中文）—D Boy Gun World（槍炮世界）—RPG-18 火箭筒（页面存档备份，存于）
- （简体中文）—defenseonline.com.cn—前苏联RPG-18式64ｍｍ火箭筒
- （简体中文）—新浪网—武器纵横：世界反坦克火箭筒发展(组图)（页面存档备份，存于）